# Mouhssine Jbilou
Mouhssine Jbilou (ur. 1 stycznia 1984) – marokański piłkarz, grający jako obrońca w nieznanym klubie.

## Klub

### FUS Rabat
Zaczynał karierę w FUS Rabat.
W sezonie 2011/2012 (pierwszym w bazie Transfermarkt) zagrał 9 spotkań.
W sezonie 2012/2013 rozegrał 10 meczów i miał asystę.
W kolejnym sezonie raz siedział na ławce.

### Kawkab Marrakesz
12 stycznia 2014 roku przeniósł się do Kawkabu Marrakesz. W tym zespole debiut zaliczył 9 lutego 2014 roku w meczu przeciwko AS Salé (wygrana 0:3). Na boisku pojawił się w 85. minucie, zastąpił Brahima Ouchrifa. W sumie zagrał 2 mecze.

### Dalsza kariera
30 czerwca 2014 roku dołączył do klubu, którego nie w bazie Transfermarkt.